# Giacomo Enrico di Borbone-Spagna
Giacomo Enrico di Spagna (nome completo: Jaime Leopoldo Isabelino Enrique Alberto Alfonso Víctor Acacio Pedro Pablo María) (La Granja de San Ildefonso, 23 giugno 1908 – San Gallo, 20 marzo 1975) era il secondogenito di Alfonso XIII di Spagna e di Vittoria Eugenia di Battenberg; dal 1941 fu pretendente legittimista al trono di Francia, come Enrico VI, e al trono di Spagna, come Giacomo I.

## Biografia

### Giovinezza
Giacomo Enrico nacque il 23 giugno 1908 nel Palazzo Reale di La Granja de San Ildefonso, secondo figlio maschio del re Alfonso XIII di Spagna e della moglie, Vittoria Eugenia di Battenberg; apparteneva alla dinastia dei Borbone-Spagna, discendendo da Alfonso XII di Spagna e dalla regina Vittoria, in quanto la madre era la figlia di Beatrice di Sassonia-Coburgo-Gotha. Il principe aveva tre fratelli, Alfonso, Giovanni e Gonzalo, e due sorelle, Beatrice e Maria Cristina.
Da piccolo contrasse al momento della nascita un'infezione all'orecchio interno, così che dovette essere operato, perdendo progressivamente l'udito fino a diventare completamente sordo all'età di quattro anni, quando fu operato nuovamente per mastoidite. Giacomo Enrico cercò di convivere con i problemi d'udito, sviluppando la capacità di leggere le labbra e riuscendo in seguito a comprendere fino a tre lingue, ovvero francese, inglese, tedesco e spagnolo. All'interno della casa reale oltre allo stesso principe Giacomo, anche suo fratello Alfonso era di salute cagionevole, poiché soffriva infatti di emofilia. Tale situazione preoccupava sia i Borbone sia i monarchici spagnoli, che vedevano nell'Infante Giovanni, padre del futuro Juan Carlos I, il successore di Alfonso XIII.

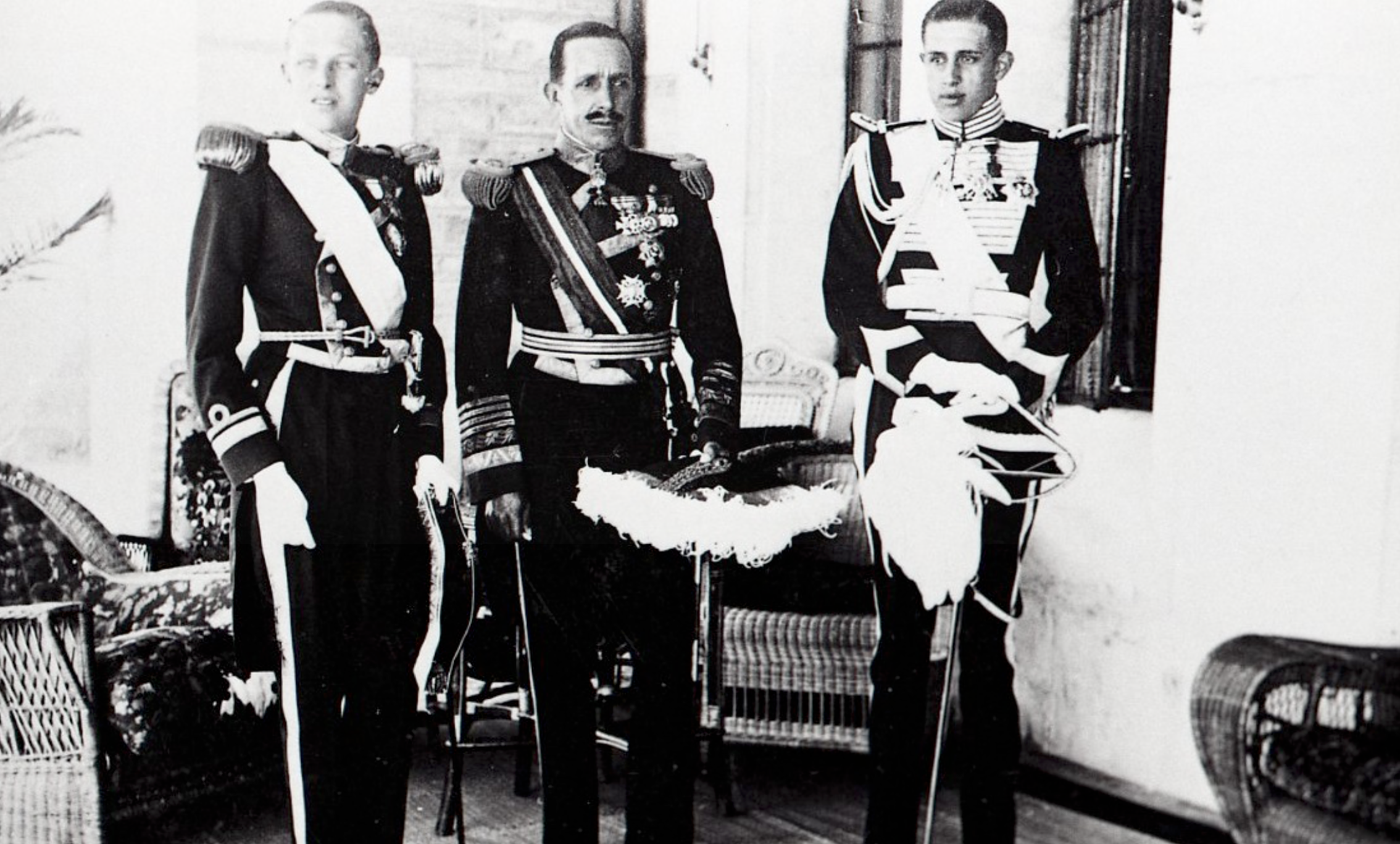
Giacomo, a destra, col padre, al centro, e il fratello maggiore Alfonso.

Don Jaime si interessava allo sport, in particolare ginnastica e lunghe passeggiate campestri, alle visite ai musei, dove trascorreva lunghe ore ad ammirare le opere esposte. Sebbene non abbia mai avuto forti sentimenti religiosi, era una persona con forti convinzioni morali che lo portarono a non arrendersi mai di fronte alle avversità e a superare i suoi limiti fisici .

### Esilio
Nell'aprile del 1931 la monarchia cadde e fu proclamata la Seconda repubblica spagnola, così la famiglia reale lasciò il paese e raggiunse Parigi. Dopo la rinuncia dei diritti sulla Corona spagnola del fratello maggiore Alfonso, il padre Alfonso XIII convinse il secondogenito, Giacomo Enrico, a rinunciare anch'egli al titolo di erede al trono a causa dei suoi problemi di salute. A essere designato come possibile futuro re di Spagna fu Giovanni, nonno del sovrano Filippo VI.

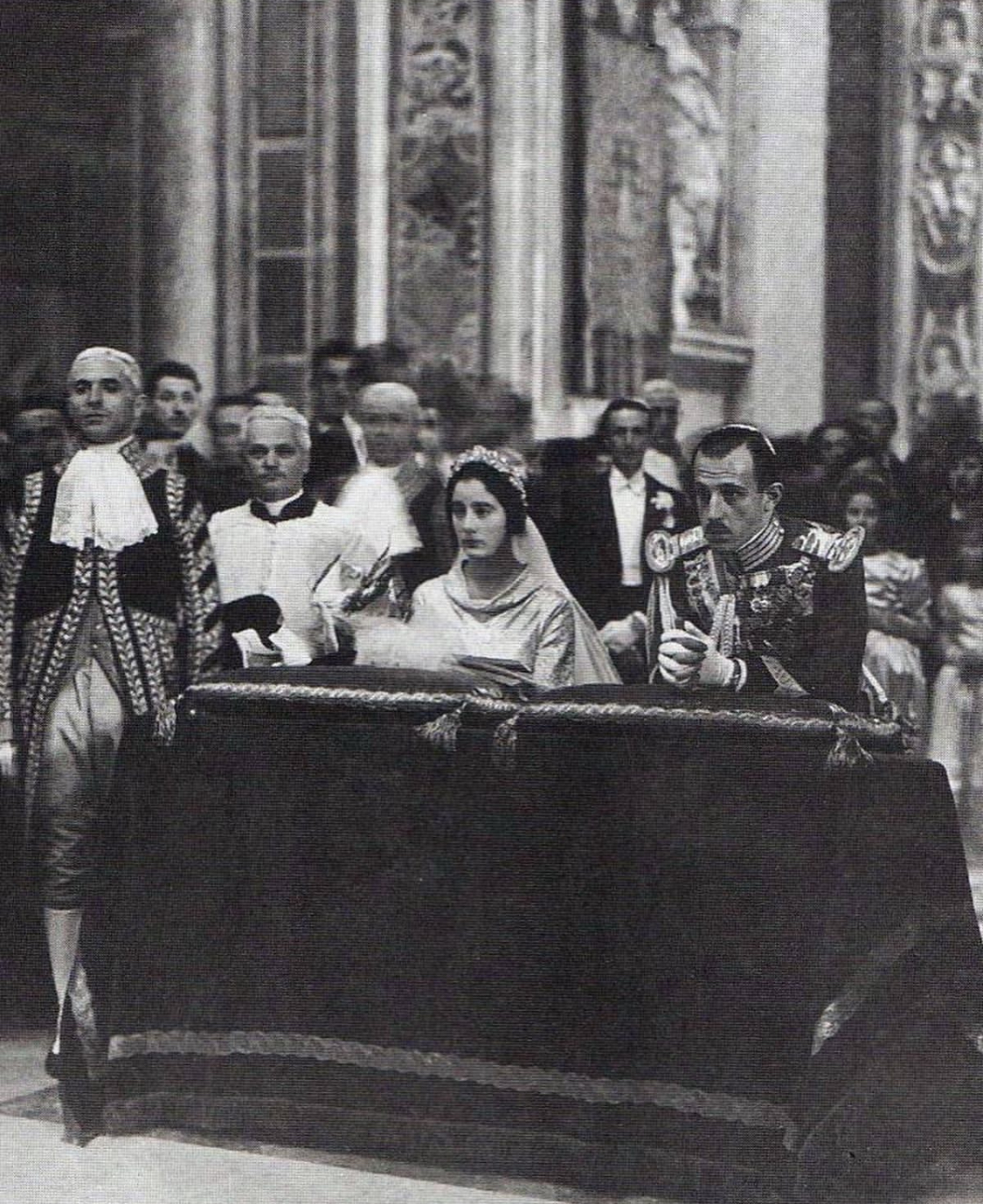
Nozze dell'Infante Giacomo.

Giacomo ottenne nel 1933 il titolo di Duca di Segovia e col permesso del padre Alfonso, si sposò con la nobildonna franco italiana Emanuela di Dampierre, figlia del Visconte di Dampierre; la celebrazione ebbe luogo il 4 marzo 1935 a Roma e dall'unione nacquero due figli, Alfonso e Gonzalo. Tra i due coniugi i rapporti peggiorarono e nel 1947 le nozze vennero annullate.
Con lo scoppio della guerra civile, il Duca di Segovia si offrì come volontario per combattere a fianco dei nazionalisti, guidati da Francisco Franco, ma il padre glielo impedì. Nel 1941, morto il padre e il fratello maggiore Alfonso nel 1938, Giacomo Enrico si ritrovò a essere il più prossimo discendente maschile di Giacomo di Borbone, pretendente ai trono di Francia, come Giacomo I; il Duca di Segovia adottò così il titolo di Duca di Angiò e i diritti di successione al trono francese col nome di Enrico VI.
Nel 1947, l'Infante incontrò Carlotta Tiedemann, cantante lirica tedesca, divorziata due volte e di undici anni più giovane di Don Jaime. La coppia si unì nel 1949. Giacomo, incoraggiato dalla nuova moglie, avrebbe continuato con le sue pretese monarchiche e avrebbe reclamato ingenti somme di denaro che, secondo lui, gli erano state usurpate nella distribuzione dell'eredità del padre che morì nel 1941 in esilio a Roma .

### Ultimi anni e morte
Negli ultimi anni Giacomo tentò di garantire al figlio, Alfonso, duca di Cadice che nel 1972 aveva sposato la nipote di Franco, María del Carmen Martínez-Bordiú y Franco, una possibile successione al trono spagnolo. Il Caudillo aveva comunque nominato nel 1969 Juan Carlos quale Principe di Spagna, quindi suo successore.

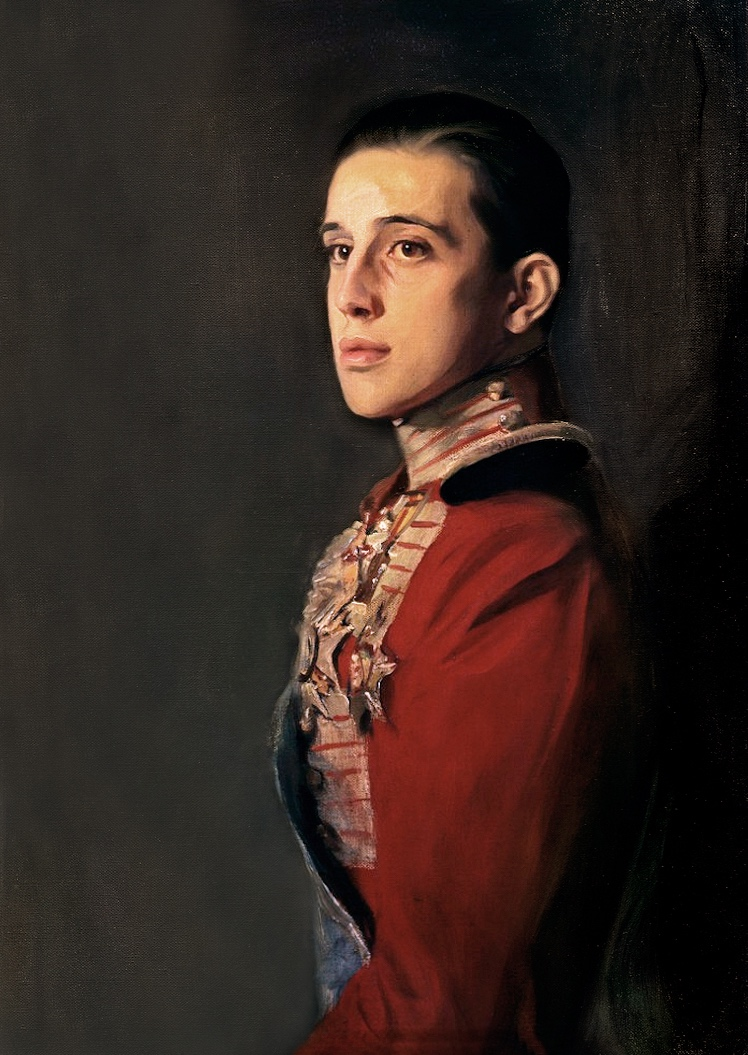
Giacomo, duca di Segovia

Giacomo, duca di Segovia morì tragicamente il 20 marzo 1975 a San Gallo, in Svizzera; secondo la versione ufficiale, il principe sarebbe caduto in strada mentre portava a spasso il cane, riportando un grave trauma cranico che gli sarebbe risultato fatale. Secondo le informazioni fornite da José María Zavala nella sua opera "Don Jaime, el trágico Borbón," il principe spagnolo fu in realtà aggredito con una bottiglia dalla moglie, che gli provocò una frattura cranica che pose fine alla sua vita dopo diversi giorni di agonia. Inizialmente i resti di Don Jaime furono sepolti nel cimitero di Bois de Vaux a Losanna. Dieci anni dopo furono trasferiti nel Monastero dell'Escorial .

## Discendenza
Giacomo Enrico ed Emanuela ebbero due figli, chiamati come i due fratelli emofiliaci di Giacomo Enrico, i principi Alfonso di Borbone-Spagna e Gonzalo di Borbone-Spagna:
- Alfonso di Borbone (1936 - 1989), duca d'Angiò e duca di Cadice
- Gonzalo di Borbone  (1937 - 2000), duca d'Aquitania.

## Ascendenza
|                                    |                    |                                       | Genitori                                   |  |  | Nonni |  |  | Bisnonni                             |  |  | Trisnonni                            |  |
|                                    |                    |                                       |                                            |  |  |       |  |  | Francesco d'Assisi di Borbone-Spagna |  |  | Francesco di Paola di Borbone-Spagna |  |
|                                    |                    |                                       |                                            |  |  |       |  |  | Francesco d'Assisi di Borbone-Spagna |  |  | Francesco di Paola di Borbone-Spagna |  |
|                                    |                    | Luisa Carlotta di Borbone-Due Sicilie |                                            |  |  |       |  |  | Francesco d'Assisi di Borbone-Spagna |  |  |                                      |  |
| Alfonso XII di Spagna              |                    |                                       |                                            |  |  |       |  |  | Francesco d'Assisi di Borbone-Spagna |  |  |                                      |  |
|                                    |                    | Isabella II di Spagna                 | Ferdinando VII di Spagna                   |  |  |       |  |  |                                      |  |  |                                      |  |
|                                    |                    | Isabella II di Spagna                 | Ferdinando VII di Spagna                   |  |  |       |  |  |                                      |  |  |                                      |  |
|                                    |                    | Isabella II di Spagna                 | Maria Cristina di Borbone-Due Sicilie      |  |  |       |  |  |                                      |  |  |                                      |  |
| Alfonso XIII di Spagna             |                    | Isabella II di Spagna                 |                                            |  |  |       |  |  |                                      |  |  |                                      |  |
|                                    |                    | Carlo Ferdinando d'Asburgo-Teschen    | Carlo d'Asburgo-Teschen                    |  |  |       |  |  |                                      |  |  |                                      |  |
|                                    |                    | Carlo Ferdinando d'Asburgo-Teschen    | Carlo d'Asburgo-Teschen                    |  |  |       |  |  |                                      |  |  |                                      |  |
|                                    |                    | Carlo Ferdinando d'Asburgo-Teschen    | Enrichetta di Nassau-Weilburg              |  |  |       |  |  |                                      |  |  |                                      |  |
| Maria Cristina d'Asburgo-Teschen   |                    | Carlo Ferdinando d'Asburgo-Teschen    |                                            |  |  |       |  |  |                                      |  |  |                                      |  |
|                                    |                    | Elisabetta Francesca d'Asburgo-Lorena | Giuseppe Antonio Giovanni d'Asburgo-Lorena |  |  |       |  |  |                                      |  |  |                                      |  |
|                                    |                    | Elisabetta Francesca d'Asburgo-Lorena | Giuseppe Antonio Giovanni d'Asburgo-Lorena |  |  |       |  |  |                                      |  |  |                                      |  |
|                                    |                    | Elisabetta Francesca d'Asburgo-Lorena | Maria Dorotea di Württemberg               |  |  |       |  |  |                                      |  |  |                                      |  |
| Giacomo Enrico di Borbone-Spagna   |                    | Elisabetta Francesca d'Asburgo-Lorena |                                            |  |  |       |  |  |                                      |  |  |                                      |  |
|                                    | Alessandro d'Assia | Luigi II d'Assia                      |                                            |  |  |       |  |  |                                      |  |  |                                      |  |
|                                    | Alessandro d'Assia | Luigi II d'Assia                      |                                            |  |  |       |  |  |                                      |  |  |                                      |  |
|                                    | Alessandro d'Assia | Guglielmina di Baden                  |                                            |  |  |       |  |  |                                      |  |  |                                      |  |
| Enrico di Battenberg               | Alessandro d'Assia |                                       |                                            |  |  |       |  |  |                                      |  |  |                                      |  |
|                                    |                    | Julia von Hauke                       | Hans Moritz von Hauke                      |  |  |       |  |  |                                      |  |  |                                      |  |
|                                    |                    | Julia von Hauke                       | Hans Moritz von Hauke                      |  |  |       |  |  |                                      |  |  |                                      |  |
|                                    |                    | Julia von Hauke                       | Sophie Lafontaine                          |  |  |       |  |  |                                      |  |  |                                      |  |
| Vittoria Eugenia di Battenberg     |                    | Julia von Hauke                       |                                            |  |  |       |  |  |                                      |  |  |                                      |  |
|                                    |                    | Alberto di Sassonia-Coburgo-Gotha     | Ernesto I di Sassonia-Coburgo-Gotha        |  |  |       |  |  |                                      |  |  |                                      |  |
|                                    |                    | Alberto di Sassonia-Coburgo-Gotha     | Ernesto I di Sassonia-Coburgo-Gotha        |  |  |       |  |  |                                      |  |  |                                      |  |
|                                    |                    | Alberto di Sassonia-Coburgo-Gotha     | Luisa di Sassonia-Gotha-Altenburg          |  |  |       |  |  |                                      |  |  |                                      |  |
| Beatrice di Sassonia-Coburgo-Gotha |                    | Alberto di Sassonia-Coburgo-Gotha     |                                            |  |  |       |  |  |                                      |  |  |                                      |  |
|                                    |                    | Vittoria del Regno Unito              | Edoardo Augusto di Hannover                |  |  |       |  |  |                                      |  |  |                                      |  |
|                                    |                    | Vittoria del Regno Unito              | Edoardo Augusto di Hannover                |  |  |       |  |  |                                      |  |  |                                      |  |
|                                    |                    | Vittoria del Regno Unito              | Vittoria di Sassonia-Coburgo-Saalfeld      |  |  |       |  |  |                                      |  |  |                                      |  |
|                                    |                    | Vittoria del Regno Unito              |                                            |  |  |       |  |  |                                      |  |  |                                      |  |